# Lopheros minimus
Lopheros minimus es una especie de escarabajo perteneciente del género Lopheros y a la familia de los escarabajos de alas rojas. El escarabajo es poco frecuente pero se ha descrito principalmente distribuido en Japón.